# Melanothrix sundaensis
Melanothrix sundaensis är en fjärilsart som beskrevs av Holloway 1976. Melanothrix sundaensis ingår i släktet Melanothrix och familjen Eupterotidae. Inga underarter finns listade i Catalogue of Life.